# Estación de Caracenilla
Caracenilla es un antiguo apeadero ferroviario, antes estación, situado en el municipio español de Huete en la provincia de Cuenca, comunidad autónoma de Castilla-La Mancha. Las instalaciones ferroviarias se encuentran dadas de baja como dependencia de la línea.

## Situación ferroviaria
La estación se encuentra en el punto kilométrico 107,4 de la línea férrea 310 de la red ferroviaria española que une Aranjuez con Valencia, entre las estaciones de Huete y Castillejo del Romeral. El tramo es de vía única y está sin electrificar. Se encuentra a 815 metros de altitud.

## Historia
La estación fue inaugurada oficialmente el 5 de septiembre de 1885, cuando MZA se hizo con la concesión de la línea entre Aranjuez y Cuenca comprando los derechos de la misma a la compañía del ferrocarril de Aranjuez a Cuenca constructora del trazado. En 1941, con la nacionalización de la totalidad de la red ferroviaria española la estación pasó a ser gestionada por RENFE. 
Desde el 31 de diciembre de 2004 Renfe Operadora explota la línea mientras que Adif es la titular de las instalaciones ferroviarias. Hasta junio de 2013 contó con servicios de media distancia operados por Renfe.
Desde el 30 de mayo de 2017 es baja como dependencia de la línea.

## La estación
Se encuentra a 2 km al norte del casco urbano, muy próximo a la carretera CU-2171.  
La estación es una simple losa que hace de andén, sin edificación alguna, ya que el edificio de viajeros de 14,2 m x 8,2 m fue derribado en el siglo XX.